# Rossio ao Sul do Tejo
Rossio ao Sul do Tejo ist ein Dorf und eine ehemalige Gemeinde (Freguesia) im portugiesischen Kreis Abrantes im Distrikt Santarém.

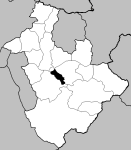
Lage der Freguesia Rossio ao Sul do Tejo im Kreis Abrantes bis September 2013

Die Freguesia Rossio ao Sul do Tejo hatte eine Fläche von 6,6 km² und 2006 Einwohner (Stand 30. Juni 2011).

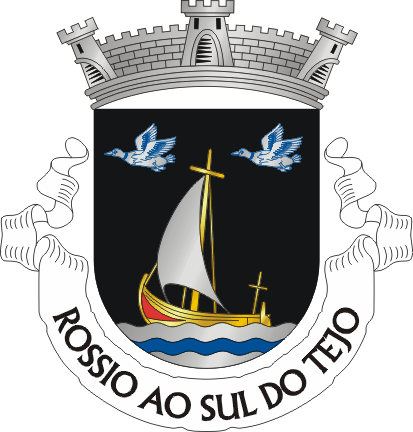
Das Wappen der ehemaligen Freguesia

Am 29. September 2013 wurden die Freguesias Rossio ao Sul do Tejo und São Miguel do Rio Torto zur neuen Freguesia União das freguesias de São Miguel do Rio Torto e Rossio ao Sul do Tejo zusammengefasst.